# دوگانگی جان
دوگانگی جان یا چندگانگی جان مجموعه باورهایی اند که می‌گویند یک فرد دو یا چند نوع روح دارد. در بسیاری موارد یک روح به بدن خاکی پیوند دارد و دیگری روح آزاد یا روح سرگردان است و می‌تواند بدن را ترک کند. گاهی چندگانگی روح حتی می‌تواند بیش از این پیچیده شود. برای نمونه در شمن‌باوری معتقدند که روح می‌تواند سفرهای روحانی داشته باشد.

## نمونه‌ها

### مردمان آسترونزیایی
باور چندگانگی روح در سنت‌های شمن‌باوری مردمان آسترونزیایی به فراوانی دیده می‌شود. واژهٔ روح خاکی (روح این بدن) در زبان‌های آسترونزیایی امروزی شده، nawa است به معنی نَفَس، زندگی، یا روح حیاتی که در جایی در ناحیهٔ میانی بدن، معمولاً در کبد یا قلب جای دارد. اما روح آزاد در سَر جای دارد. در این فرهنگ، فردی را روحانی و آسمانی می‌دانند که میان روح خاکی و روح آزادش هماهنگی (هارمونی) وجود داشته باشد. اما انسانی پلید دانسته می‌شود که این دو روحش همیشه با هم در جنگ اند.
دسته‌هایی از مردم در فیلیپین، باور به شش روح دارند و روح آزاد برای آنها روح حقیقی دانسته می‌شود اما پنج روح دیگر، کاربری‌های دیگر دارند.

### اینوئیت‌ها
اینوئیت‌ها بر این باورند که دو روح داریم یکی بدن را مانند سایه همراهی می‌کند و دیگری با دم و بازدم فرد در پیوند است. اما برداشت افراد گوناگون اینوئیتی دربارهٔ جان متفاوت است و همانند یکدیگر نیست. برخی از آنها به اساطیر اینویی و شمن باوری معتقدند.

### اورال
مفهوم چند روح در میان مردمان فین‌واوگری نیز دیده می‌شود. مفهوم روح سایه (روحی که می‌تواند بدن را آزادانه ترک کند) در میان مردم مجار وجود دارد. همچنین بخش‌هایی از مردم فنلاند و مردم استونیایی و در فولکلور بالتیک این باورهای چند روحی دیده می‌شود.